# UFC 100
UFC 100 war eine Mixed-Martial-Arts-Veranstaltung, die von der Ultimate Fighting Championship (UFC) am 11. Juli 2009 in Paradise, Nevada ausgetragen wurde.

## Hintergrund
Der Hauptkampf der Veranstaltung war der Rückkampf zwischen Brock Lesnar und Frank Mir um den Undisputed Heavyweight-Titel der UFC. Weiterhin standen sich Georges St. Pierre und Thiago Alves im Kampf um den Welterweight Titel gegenüber.
Die Veranstaltung erzielte 1,6 Millionen Pay-per-View-Käufe, was sie zur meistgekauften Veranstaltung der UFC macht. Außerdem erfuhr UFC 100 eine breite Berichterstattung in den Mainstream-Medien. So weitete der US-Sender ESPN seine Berichterstattung für die Veranstaltung massiv aus.
Zusätzlich erhielt die Veranstaltung die Auszeichnung "Sherdog's 2009 Event of the Year".

## Ergebnisse

### Vorkämpfe
- Lightweight Kampf:  Matt Grice vs.  Shannon Gugerty

Gugerty besiegte Grice durch Submission (guillotine choke) in der 1. Runde nach 2:36 Minuten.
- Middleweight Kampf:  C.B. Dollaway vs.  Tom Lawlor

Lawlor besiegte Dollaway durch Submission (guillotine choke) in der 1. Runde nach 0:55 Minuten.
- Welterweight Kampf:  Kim Dong-hyun vs.  TJ Grant

Kim besiegte Grant durch einstimmige Kampfrichterentscheidung (30–26, 30–26, 30–26).
- Lightweight Kampf:  Mac Danzig vs.  Jim Miller

Miller besiegte Danzig durch einstimmige Kampfrichterentscheidung (30–27, 30–27, 30–27).
- Light Heavyweight Kampf:  Jon Jones vs.  Jake O’Brien

Jones besiegte O’Brien durch Submission (modified guillotine choke) in der 2. Runde nach 2:43 Minuten.
- Light Heavyweight Kampf:  Mark Coleman vs.  Stephan Bonnar

Coleman besiegte Bonnar durch einstimmige Kampfrichterentscheidung (29–28, 29–28, 29–28).

### Hauptkämpfe
- Middleweight Kampf:  Yoshihiro Akiyama vs.  Alan Belcher

Akiyama besiegte Belcher durch geteilte Kampfrichterentscheidung (30–27, 28–29, 29–28).
- Middleweight Kampf:  Dan Henderson vs.  Michael Bisping

Henderson besiegte Bisping durch KO in der 2. Runde nach 3:20 Minuten.
- UFC Welterweight Championship Kampf:  Georges St. Pierre (c) vs.  Thiago Alves

St-Pierre besiegte Alves durch einstimmige Kampfrichterentscheidung (50–45, 50–44, 50–45) und blieb damit UFC Welterweight Champion
- UFC Heavyweight Championship Vereinigungskampf:  Brock Lesnar (c) vs.  Frank Mir (ic)

Lesnar besiegte Mir durch TKO in der 2. Runde nach 1:48 Minuten. und wurde damit der Undisputed Heavyweight Champion der UFC.
- Welterweight Kampf:  Jon Fitch vs.  Paulo Thiago

Fitch besiegte Thiago durch einstimmige Kampfrichterentscheidung (30–27, 29–28, 29–28).

## Sonderprämien
Folgenden Kämpfern wurde ein Bonus von $100.000 gezahlt:
- Fight of the Night:  Yoshihiro Akiyama vs.  Alan Belcher
- Knockout of the Night:  Dan Henderson
- Submission of the Night:  Tom Lawlor